# Districte de Mahbubnagar
El districte de Mahbubnagar (telugu మహబూబ్ నగర్ జిల్లా, urdú مہبوب نگر ضلع, hiindi महबूबनगर ज़िला) conegut també abans com districte de Palamooru (Palamuru) o de Nagar Karnul (o Nagar Kurnool) o de Rukmammapeta o de Cholawadi (Terra dels Coles), és una divisió administrativa d'Andhra Pradesh, Índia. La capital és Mahbubnagar. És el segon districte més gran de l'estat després del districte de Khammam, amb una superfície de 18.432 km² i una població de 3.513.934 habitants. Porta el nom de la capital batejada en honor de Mir Mahbub Ali Khan Asaf Jah VI, nizam de Hyderabad (1869-1911) i fou canviat el 4 de desembre de 1890.

## Administració
Administrativament està format per 5 divisions (Mahbubnagar, Nagar Kurnool, Gadwal, Narayanpet i Wanaparthy), 64 mandals, 1347 gram panchayats i 1545 pobles (69 deshabitats).
Els mandals són:
- Kodangal
- Bomraspeta
- Kosgi
- Doulatabad
- Damaragidda
- Maddur
- Koilkonda
- Hanwada
- Nawabpet
- Balanagar
- Kondurg
- Farooqnagar.
- Kothur
- Keshampeta.
- Talakondapalle
- Amangal.
- Madgul.
- Vangoor.
- Veldanda.
- Kalwakurthy
- Midjil.
- Thimmajipeta
- Jadcherla
- Bhoothpur
- Mahbubnagar
- Addakal.
- Devarkadara
- Dhanwada.
- Narayanpet
- Utkoor.
- Maganoor
- Makthal.
- Narva.
- Chinna Chinta Kunta
- Atmakur
- Kothakota
- Peddamandadi
- Ghanpur
- Bijinapalle
- Nagar Kurnool
- Tadoor.
- Telkapalle
- Uppununthala
- Achampeta
- Amrabad.
- Balmoor.
- Lingal.
- Peddakothapalle
- Kodair.
- Gopalpeta
- Wanaparthy
- Pangal.
- Pebbair.
- Gadwal.
- Dharur.
- Maldakal
- Ghattu.
- Aiza.
- Waddepalle
- Itikyal
- Manopadu
- Alampur
- Veepangandla
- Kollapur

Les principals ciutats són Mahbubnagar, Narayanpet, Atmakur o Atmakura, Achampet, Gadwal, Wanaparthy, Jadcherla, Kalwakurthy, Shadnagar, Kodangal, Amarchintha, Makhtal, Alampur, Kollapur i Nagarkurnool. El famosos diamants de Golconda, entre els quals el koh-i-Nor, es creu que provenen d'aquest districte.

## Geografia
Els principals rius són el Kitsna i el Tungabhadra. De menor importància són el Dindi, Pedavagu i Chinavagu, afluents del Kistna.

## Llocs interessants
- Temple d'Alampur dedicat a Xiva
- Temple d'Umamaheswaram a Rangapur, prop d'Achampet, dedicat a Xiva
- Temple de Manyamkonda o Venkateswara Swami, a uns 10 km de Mahbubnagar, conegut també com a Rendo Tirupathi (segon Tirupathi).
- Temple de Jataprole, temple dedicat a Santhana Venugopala Swamy
- Temple de Maddimadugu dedicat a Anjaneya Swamy
- Sri Sri Sri Sadguru Avadhuth Narasimha Swami Math a Narayanpet
- Somashila, ciutat sagrada prop de Kollapur a la riba del Kitsna
- Kurumoorthy, ciutat sagrada
- Sirsanagandla, altra ciutat sagrada

## Història
Fou el centre de la dinastia satavahana (221 aC-218 dC), i després part dels dominis chalukyes (segles V a XI). El territori es creu que va estar després dominat pels rages de Warangal però al segle xiv quan els musulmans van conquerir el Dècan la devien perdre i a la meitat del segle va passar als bahmànides de Gulbarga. Amb el fraccionament del sultanat bahmànida va quedar en mans dels kutubxàhides de Golconda (part central i oriental) i dels adilxàhides de Bijapur (part occidental). El 1686 la part de Bijapur va ser conquerida pels mogols amb tot el sultanat després de la derrota de Sikandar Ali Shah a mans d'Aurangzeb; a l'any següent Golconda va seguir el mateix camí. El 1706 el príncep Kam Bakhsh fou nomenat subadar de Bijapur i Dècan. El 1724 el Nizam al-Mulk, virrei o subadar del Dècan, es va fer independent i poc després establia la capital a Hyderabad, i el territori del districte va quedar a les seves mans.
Al segle xix va formar un districte anomenat Nagar Karnul a la divisió de Medak-Gulshanabad dins el principat d'Hyderabad amb una superfície de 16.946 km² dels que més de la meitat eren terres khalsa (de l'estat) i la resta jagirs. Hi havia 1355 pobles i la població era: 547.694 (1881), 674.649 (1891), 705.725 (1901). Les ciutats principals eren Narayanpet i Mahbubnagar. El 91% de la població eren hindús i el 8% musulmans. El 86% parlava telugu, el 6% urdú i el 5% canarès. Administrativament estava format fins al 1905 pels jagirs i 10 talukes (Mahbubnagar, Jedcherla, Ibrahimpatan, Kalvakurti, Amrabad, Nagar Karnul, Makhtal, Narayanpet, Koilkonda i Pargi) 
El 1905 es van produir certs canvis rellevants: la taluka d'Ibrahimpatan fou transferida al districte de Medak i 73 pobles de les talukes de Koilkonda, Narayanpet i Makhtal foren traslladades a diverses talukes al districte de Gulbarga. Les talukes de Koilkonda i Jedcherla foren suprimides i agregades a talukes veïnes; la taluka de Narayanpet fou unida a la de Makhtal. Pargi i Amrabad amb nous límits foren elevades a talukes, quedant doncs amb tres divisions (abans 4) i sis talukes després de 1905:
- Primera divisió:
  - Mahbubnagar
  - Makhtal
- Segona divisió:
  - Amrabad
  - Nagar Karnul
- Tercera divisió
  - Kalvakurti
  - Pargi.

La taluka de Mahbubnagar tenia una superfície de 878 km i població el 1901 de 54.563 habitants, amb capital a Mahbubnagar (7.605 habitants el 1901) i amb 78 pobles (19 en jagir); el 1905 va rebre territoris de les talukes de Jedcherla i Koilkonda i va quedar amb 132 pobles khalsa.
El districte fou molt afectat per la gran fam de 1876-1878 però poc per les de 1897 i 1900.

## Arqueologia
- Fortalesa de Koilkonda, construïda per Ibrahim Kutb Shah, sultà de Golconda.
- Fortalesa en ruïnes de Pratap Rudra Kot (raja de Warangal), prop d'Amrabad.
- Quatre temples propers a la fortalesa anterior un dels quals, el Maheswara, està en un turó amb 900 escalons fins al cim.
- Ruïnes de la ciutat de Chandragupta, 50 km al sud d'Amrabad a la riba esquerra del Kistna.
- Fortalesa de muntanya de Pangal, prop de Nagar Karnul amb set muralles i una ciutadella.